# Gare de Saint-Marcel
Ne doit pas être confondu avec Gare de Saint-Marcel-en-Dombes.
La gare de Saint-Marcel est une gare ferroviaire française de la ligne de Marseille-Saint-Charles à Vintimille (frontière), située dans le 11e arrondissement de Marseille, au bord de l'Huveaune, entre le village de Saint-Marcel au sud et le Petit Saint-Marcel au nord, dans le département des Bouches-du-Rhône, en région Provence-Alpes-Côte d'Azur.
Elle est mise en service en 1858 par la Compagnie des chemins de fer de Paris à Lyon et à la Méditerranée (PLM). C'est une halte ferroviaire de la Société nationale des chemins de fer français (SNCF) desservie par des trains régionaux du réseau TER Provence-Alpes-Côte d'Azur.

## Situation ferroviaire
Établie à 52 mètres d'altitude, la gare de Saint-Marcel est située au point kilométrique (PK) 8,414 de la ligne de Marseille-Saint-Charles à Vintimille (frontière), entre les gares de la Pomme et de la Barasse.

## Histoire
La gare de Saint-Marcel est inscrite dans le projet définitif de la ligne de Marseille à Toulon concédée à la Compagnie des chemins de fer de Paris à Lyon et à la Méditerranée (PLM). Dans son rapport du 25 juillet 1857, l'ingénieur en chef du contrôle des travaux Guillaume indique qu'elle sera encadrée par les gares, ou stations, de La Pomme et Saint-Menet. La gare est mise en service le 25 octobre 1858, lors de l'ouverture de la section de Marseille à Aubagne. Deuxième station de la ligne, elle est située sur le territoire de la commune de Marseille, au village de Saint-Marcel qui compte alors 1 579 habitants.
Elle figure dans la nomenclature 1911 des gares, stations et haltes, de la Compagnie des chemins de fer de Paris à Lyon et à la Méditerranée. C'est, à l'époque, une station qui dispose du service complet de la grande vitesse (GV) et de la petite vitesse (PV).
Le 14 décembre 2008 mise en place d'un service cadencé pour les trains TER Provence-Alpes-Côte d'Azur.

### Nom
Comme sa voisine la gare de La Pomme, la gare de Saint-Marcel, bien que située sur le territoire de la commune de Marseille, ne porte pas le nom de Marseille dans son appellation officielle : sur toutes les gares de voyageurs en activité à Marseille, seules celles de Marseille-Saint-Charles et de Marseille-Blancarde portent officiellement le nom de Marseille.

### Création d'une3evoie
Dans les années 2000, la gare de la Saint-Marcel, qui est affectée au trafic local (TER), voit aussi passer un important trafic « grandes lignes » (TGV Paris - Nice, Intercités Bordeaux - Nice et Strasbourg - Côte d'Azur). La cohabitation des deux types de trafic limite fortement le développement de la desserte locale. Pour permettre l'amélioration de cette desserte, la région a programmé, avec RFF, la création d'une 3e voie entre Marseille et Aubagne, nécessitant d'importants travaux dont les premières tranches commencent en 2009,.
Ce projet a des incidences sur la gare de Saint-Marcel, comportant notamment l'établissement d'une troisième voie, la suppression de plusieurs passages à niveau, dont un à l'entrée ouest de la gare, et la suppression des franchissements des voies pour l'accès aux trains. Dès 2010, le passage à niveau est fermé et une passerelle est établie par-dessus les voies, avec 3 ascenseurs desservant chacun des 3 quais.
Construite à double voie et électrifiée en 25000 V, la ligne s'est donc vue adjoindre en 2014 une 3e voie de circulation, côté voie paire, sur le tracé d'une ancienne voie de desserte locale inutilisée, qui longeait l'ancien bâtiment voyageurs (BV). Cette voie est destinée à recevoir les circulations en navette des trains desservant les gares comprises entre Marseille et Aubagne, les trains directs continuant à circuler sur les deux voies principales déjà existantes. De ce fait, les travaux d'aménagement en gare ont été réduits à une simple requalification de ce quai et la construction d'un abri léger pour l'accueil des voyageurs, l'ancien BV étant déjà hors service.

## Fréquentation
De 2015 à 2023, selon les estimations de la SNCF, la fréquentation annuelle de la gare s'élève aux nombres indiqués dans le tableau ci-dessous.
| Année     | 2015   | 2016   | 2017   | 2018   | 2019   | 2020   | 2021   | 2022   | 2023   |
| --------- | ------ | ------ | ------ | ------ | ------ | ------ | ------ | ------ | ------ |
| Voyageurs | 15 702 | 19 709 | 24 478 | 20 576 | 21 771 | 16 471 | 30 502 | 33 614 | 30 282 |

## Service des voyageurs

### Accueil
Halte SNCF, c'est un point d'arrêt non géré (PANG) à entrée libre. Elle est équipée d'un automate pour l'achat de titres de transport. Cette halte comprend 3 voies réparties sur deux quais :
- un quai bordant le Bâtiment Voyageur desservant une seule voie
- un quai desservant deux voies en îlot central.

L'accès aux trains est direct pour les voyageurs venant de Saint-Marcel sud, et se fait par la passerelle pour ceux venant du Petit-Saint-Marcel.

### Desserte
Saint-Marcel est desservie chaque jour par des trains TER PACA assurant la liaison entre Marseille-Saint-Charles et Aubagne et entre Marseille-Saint-Charles et Toulon.

### Intermodalité
La gare est desservie par les réseaux RTM (lignes 12, 12B, 12S, 15, 15S, 40 et 540) et « lecar » (ligne 240).

## Patrimoine ferroviaire
Elle a conservé son bâtiment voyageurs d'origine, fermé et réaffecté comme habitation.

## Galerie de photographies

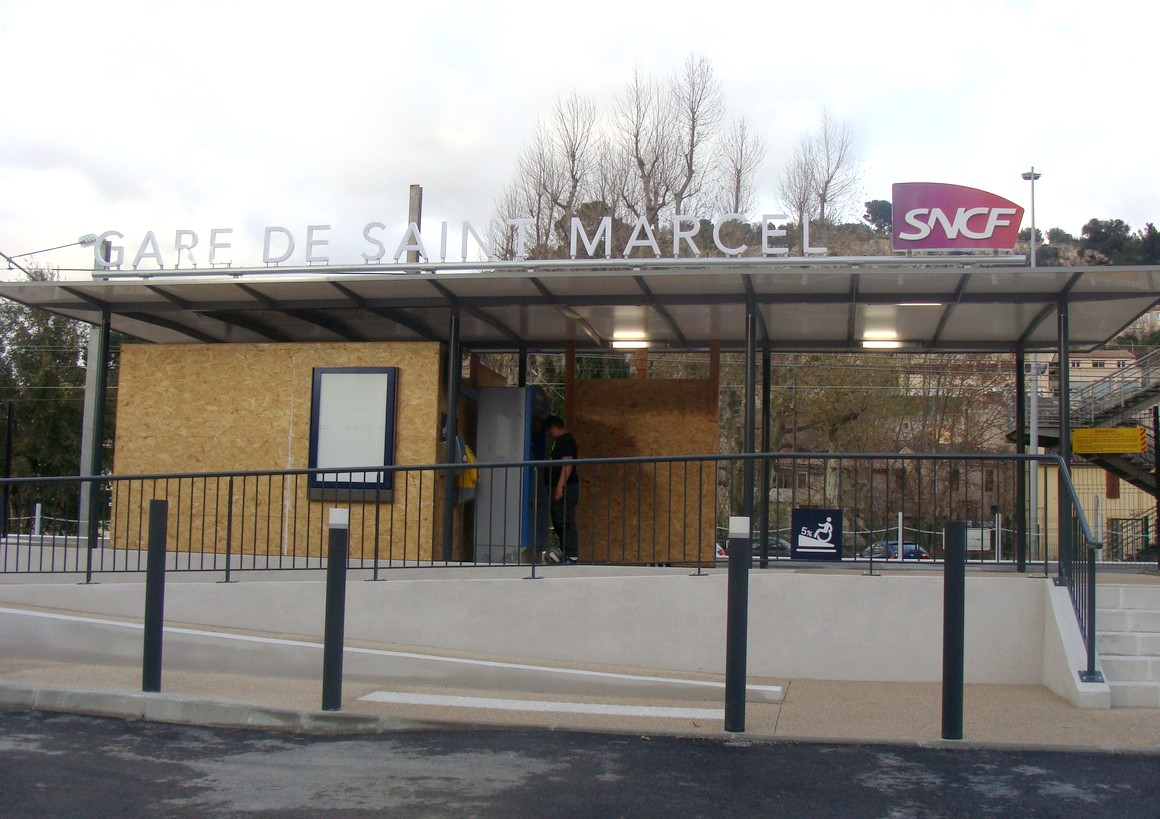
Le point d'accès à la gare.
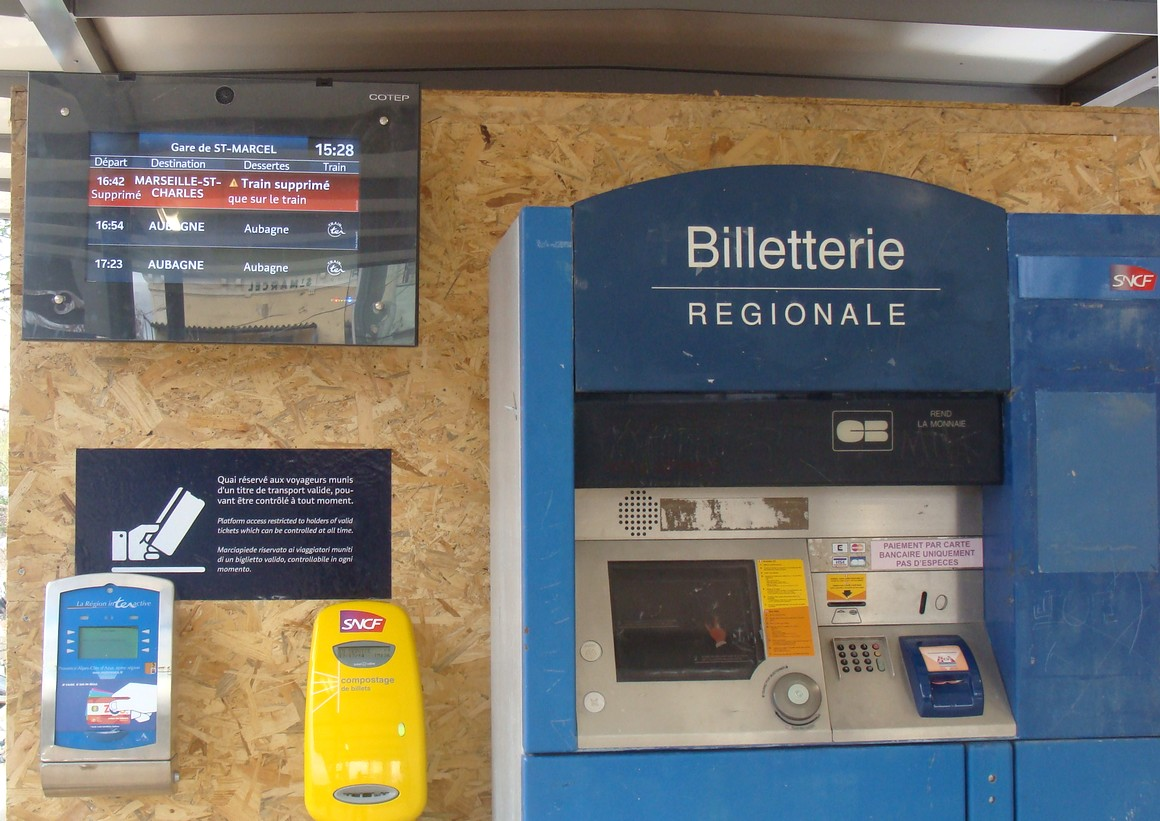
Le coin billetterie-informations.
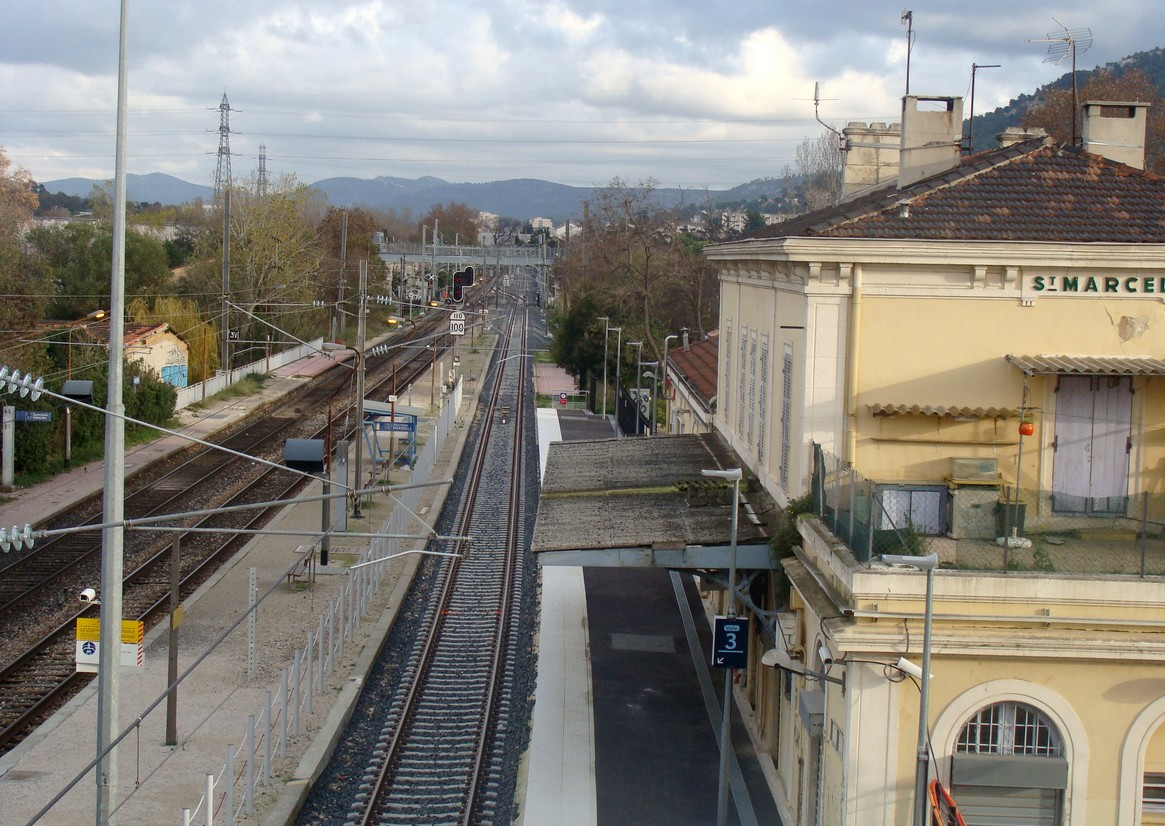
La voie 3 vue de la passerelle.
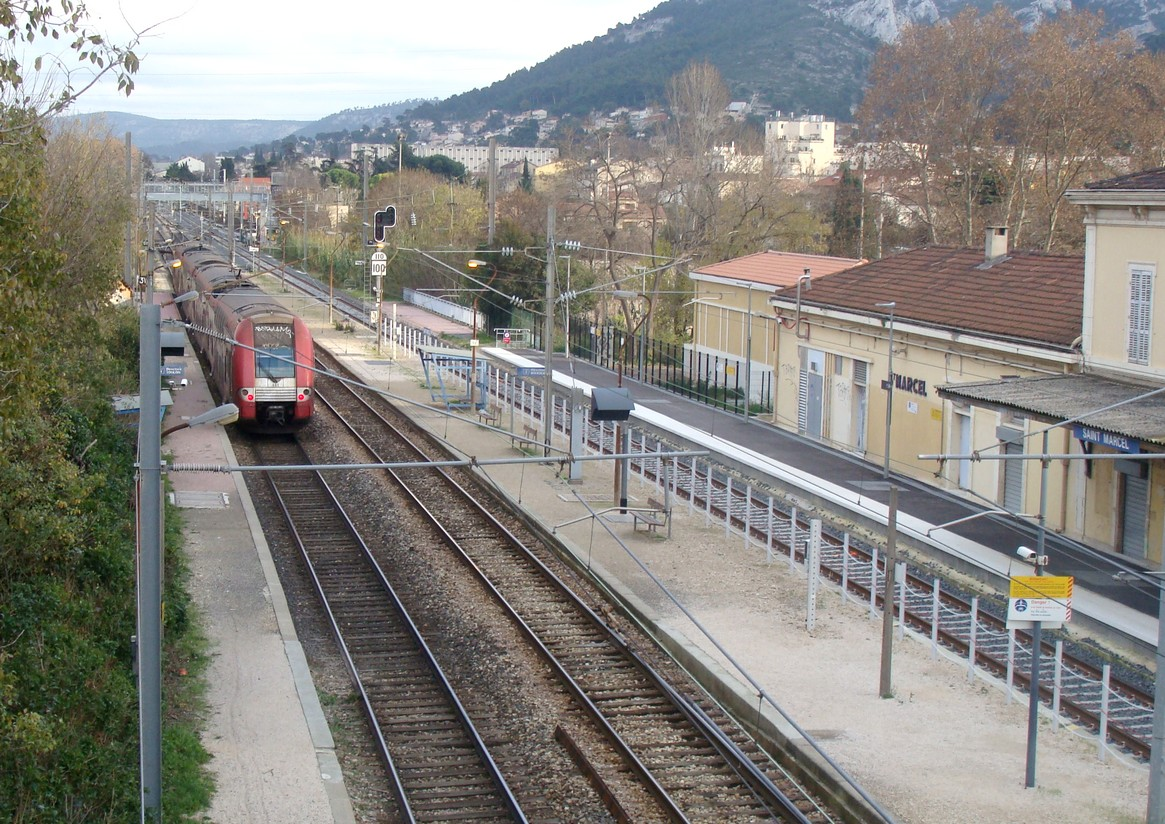
Un TER sans arrêt sur voie 1.